# Dermonekrotisches Toxin
Dermonekrotisches Toxin (DT) ist ein Protein aus Bordetella sp. und ein mikrobielles Exotoxin.

## Eigenschaften
Das dermonekrotische Toxin wird von Bordetella bronchiseptica und Bordetella parapertussis gebildet. Es ist ein AB-Toxin und gehört zur Gruppe der Cytotoxic necrotising factors, wie auch CNF1. DT ist ein Virulenzfaktor bei Infektionen mit Bordetella sp. im Menschen. DT führt zur Bildung von Aktin-Stressfasern und fokale Adhäsion durch Desaminierung oder Aminierung der Aminosäure Glutamin an der Position 63 auf der GTPase Rho, wodurch Rho konstitutiv aktiv wird. Die Aufnahme in Zellen erfolgt durch Clathrin-vermittelte Endozytose. DT ist maßgeblich beteiligt an der Entstehung von atrophischer Rhinitis in Schweinen, zusammen mit dem Pasteurella-multocida-Toxin aus Pasteurella multocida.